# Dystrykt Mazabuka
Dystrykt Mazabuka – dystrykt w południowej Zambii w Prowincji Południowej. W 2000 roku liczył 203 219 mieszkańców (z czego 50,48% stanowili mężczyźni) i obejmował 36 210 gospodarstw domowych. Siedzibą administracyjną dystryktu jest Mazabuka.